# Mont Nebo (Utah)
El Mont Nebo (en anglès Mount Nebo) és la muntanya més alta de la serralada Wasatch, a l'estat de Utah, als Estats Units. Es troba a l'interior de l'Uinta National Forest. Rep el nom del bíblic Mont Nebo, que domina Israel des de l'est del riu Jordà i que es considera l'indret on va morir Moisès.
El Mont Nebo està coronat per dos cims, sent el més alt el nord, amb 3.636 msnm. Antigues mesures havien atorgat aquesta condició al cim sud, de 3.620 m. Té una prominència de 1.673 metres. Durant els anys setanta es van construir dues carreteres que accedien a aquest cim sud. Des me mitjans d'octubre i fins al juliol importants zones de la muntanya es troben cobertes per la neu.